# Manfred Manglitz
Manfred Manglitz (* 8. března 1940, Kolín nad Rýnem) je bývalý německý fotbalový brankář a reprezentant. Zúčastnil se Mistrovství světa 1970 v Mexiku.

## Klubová kariéra
V červnu 1967 se stal v dresu MSV Duisburg prvním brankářem v historii německé Bundesligy, kterému se podařilo vstřelit gól (bylo to proti Borusii Mönchengladbach, kdy z pokutového kopu mírnil stav na konečných 1:3).

## Reprezentační kariéra
Svůj debut v A-mužstvu Západního Německa zaznamenal 13. 3. 1965 v přátelském zápase v Hamburku proti Itálii (remíza 1:1). Celkem odehrál v letech 1965–1970 v německém národním týmu 4 zápasy. Zúčastnil se Mistrovství světa 1970 v Mexiku, kde Západní Německo získalo bronzové medaile.